# Casa Miyazaki
La casa Miyazaki (anteriormente conocida como la Casa Longford) es un sitio histórico situado en Lillooet, Columbia Británica. Es una elegante casa construida por Caspar Phair en la década de 1880.
Los jardines originalmente llegaban hasta la calle principal de Lillooet. La casa fue utilizada como oficina del Dr. Miyazaki, hasta que la donó a la comunidad de Lillooet en 1983. Denominada actualmente Casa Miyazaki, se utiliza para realizar eventos de la comunidad y proyectar diversas obras de arte local. Está abierta de martes a sábado y se puede ofrecer orientación de forma gratuita.
Es un sitio histórico nacional de Canadá.